# Zózimo
Zózimo Alves Calazães (Salvador, 1932. június 19. – Rio de Janeiro, 1977. július 17.) kétszeres világbajnok brazil válogatott labdarúgó.
A brazil válogatott tagjaként részt vett az 1958-as és az 1962-es világbajnokságon illetve az1957-es Dél-amerikai bajnokságon.
Rio de Janeiróban hunyt el, négy héttel a 45. születésnapját követően 1977. július 17-én.
Brazília
- Világbajnok (2): 1958, 1962
- Dél-amerikai ezüstérmes (1): 1957

## Külső hivatkozások
- Zózimo a FIFA.com honlapján Archiválva 2015. január 28-i dátummal a Wayback Machine-ben
- Zózimo a national-football-teams.com honlapján